# Le Chevalier mystère
El caballero misterioso (en francés: Le Chevalier mystère) es un cortometraje mudo francés de 1899 dirigido por Georges Méliès.

## Temas
El caballero misterioso es una película de trucos en la que se utilizan satíricamente motivos del período medieval europeo como escenario para efectos especiales cinematográficos. Este fue uno de los dos géneros de temática medieval en el cine mudo, ambos desarrollados y codificados por el propio Méliès; el otro era un género de película narrativa menos abiertamente caprichoso y más orientado a la trama que contaba historias medievales, como la épica Juana de Arco de 1900. Ambos tipos de películas medievales inventadas por Méliès fueron muy influyentes y se extendieron rápidamente a los Estados Unidos y otros países cinematográficos. El género de las películas de trucos medievales fue una influencia particularmente decisiva, lo que finalmente condujo al desarrollo de películas medievales animadas, así como a epopeyas medievales que utilizan imágenes generadas por computadora con fines espectaculares.
La película es también una de las muchas obras de Méliès en las que partes vivas del cuerpo se separan del resto del cuerpo. Otros ejemplos incluyen El hombre de la cabeza de goma, El paseo del pastel infernal y El melómano.

## Producción
El efecto especial de la cabeza parlante en un jarrón se creó utilizando exposición múltiple, con la película rebobinada en la cámara y reexpuesta. Se usó tela negra para enmascarar el set cuando se filmó la cabeza. Méliès realizó un truco similar, con tres duplicaciones de su propia cabeza, en su película Las cuatro cabezas problemáticas.

## Lanzamiento y supervivencia
La película fue estrenada por la Star Film Company de Méliès y está numerada 226–227 en sus catálogos. Se dio por perdida hasta que se identificó una impresión en las bóvedas de la George Eastman House. En 1989, se estrenó una copia restaurada de la película en el Festival de Cine Mudo de Pordenone.